# Арбатская (станция метро, Арбатско-Покровская линия)
«Арба́тская» — станция Арбатско-Покровской линии Московского метрополитена. Расположена между станциями «Площадь Революции» и «Смоленская». Конструкция станции — пилонная трёхсводчатая глубокого заложения.
Открыта 5 апреля 1953 года в составе участка «Площадь Революции» — «Киевская». Станция имеет статус выявленного объекта культурного наследия. Название получила по улице Арбат, как и одноимённая станция Филёвской линии. Станция входит в состав крупнейшего в Москве пересадочного узла и имеет переходы на станции: «Библиотека имени Ленина» Сокольнической линии, «Александровский сад» Филёвской линии и «Боровицкая» Серпуховско-Тимирязевской линии.

## История
15 мая 1935 года открылась первая очередь Московского метрополитена — участок от «Сокольников» до «Парка культуры» с ответвлением до «Смоленской». В составе ответвления было три станции — «Улица Коминтерна», «Арбатская» и «Смоленская». В 1937 году ответвление продлили до «Киевской».
13 марта 1938 года была открыта вторая по хронологии линия метро — Арбатско-Покровская. Был построен участок «Улица Коминтерна» — «Курская» и соединён с ответвлением первой линии. Поезда проследовали по новой линии Московского метрополитена от станции «Киевская» до станции «Курская».
После попадания бомбы в тоннель мелкого заложения «Арбатская» — «Смоленская» в 1941 году стала очевидной незащищённость этого участка метро. После 1947 года было принято решение о замене этого участка новым, глубокого заложения. Поэтому к 1953 году был построен новый участок Арбатско-Покровской линии «Площадь Революции» — «Киевская», полностью дублировавший старый, при этом участок мелкого заложения «Калининская» (так называлась станция «Улица Коминтерна» с 1946 года) — «Киевская» был закрыт и открыт заново лишь в 1958 году в составе Филёвской линии. Арбатский радиус глубокого заложения строился в спешке и в тайне (строительство заняло два года), и его открытие стало неожиданностью для москвичей.
Станция была открыта 5 апреля 1953 года в составе участка «Площадь Революции» — «Киевская» пятой очереди строительства, после открытия которого (и одновременного закрытия участка «Улица Коминтерна» — «Киевская») в Московском метрополитене стало 38 станций. Тогда же был открыт переход на станцию «Библиотека имени Ленина». В 1958 году Арбатский радиус мелкого заложения был вновь открыт в составе Арбатско-Филёвской линии, и «Арбатская» получила переход на станцию «Калининская» (ныне «Александровский сад»).
В 1980-х годах вестибюль был встроен в новое здание Генерального штаба Министерства обороны СССР (позднее — Министерства обороны РФ). Вход и выход, расположенные на фасаде в сторону Арбата, были перенесены в сторону Воздвиженки. В 1986 году был сооружён переход из центра зала на станцию «Боровицкая».
В 1991 году станцию предлагалось переименовать в «Воздвиженка»
С 18 мая 2006 года по 3 сентября 2007 года вестибюль был закрыт на реконструкцию и замену эскалаторов. К открытию вестибюля были выпущены памятные билеты.
Планируется замена эскалаторов в восточном торце станции, который ведёт на станции «Александровский сад» и «Библиотека имени Ленина».

## Архитектура и оформление

### Вестибюль
У станции один собственный наземный вестибюль (западный). Первоначально вестибюль был в виде отдельного здания, которое стояло в центре квартала между Воздвиженкой, Знаменкой, Арбатской площадью и Крестовоздвиженским переулком, в 100 м от наземного павильона станции «Арбатская» Филёвской линии. Арочные входы-выходы располагались на фасаде в сторону Арбатской площади. Вестибюль был построен в виде трёхпролётной триумфальной арки.
При строительстве нового здания Генерального Штаба Министерства обороны в 1980-х годах вестибюль оказался в его атриуме. Старые выходы были закрыты, новый вход был встроен в здание Генштаба со стороны улицы Воздвиженка. Наземный вестибюль станции является выявленным объектом культурного наследия.
Вестибюль состоит из двух прямоугольных залов — кассового и эскалаторного. Свод эскалаторного зала опирается на четыре взаимно пересекающиеся параболические арки. На стене напротив эскалаторной арки изначально был установлен ростовой портрет И. В. Сталина, выполненный Г. И. Опрышко в технике флорентийской мозаики с использованием яшмы и порфира. В 1955 году мозаика была разобрана по решению Советского правительства.
За входом расположены два коридора, созданные для движения пассажиропотоков. Здесь четыре двери в одной арке — на вход, а ещё четыре — на выход. Между двумя коридорами находится небольшое помещение, в котором продаются авиа- и железнодорожные билеты, а также расположен аптечный киоск. За коридорами — кассовый зал. В стене напротив эскалаторного зала, где раньше осуществлялся вход-выход, находятся пост полиции и театральные кассы. Напротив них — кассы метрополитена. Кассовый зал разделяется на два коридора, которые ведут в эскалаторный зал.
Вестибюль станции был закрыт на реконструкцию с 18 мая 2006 года по 2 сентября 2007 года. За время реконструкции произведён большой объём ремонтных и строительных работ. Выполнен комплекс работ по укреплению грунтов и усилению конструкций станции. Полностью реконструирован эскалаторный наклон. Фундамент эскалаторов был демонтирован и построен заново, на него были установлены модернизированные эскалаторы типа Е55Т с балюстрадами из нержавеющей стали. Плитка на полу вестибюля была заменена на более долговечный гранит. Отдельные мраморные плиты на стенах вестибюля заменены с применением метода искусственного старения. Светильники и люстры были отреставрированы, на них восстановили утраченные детали. Лампы накаливания были заменены на современные энергосберегающие.

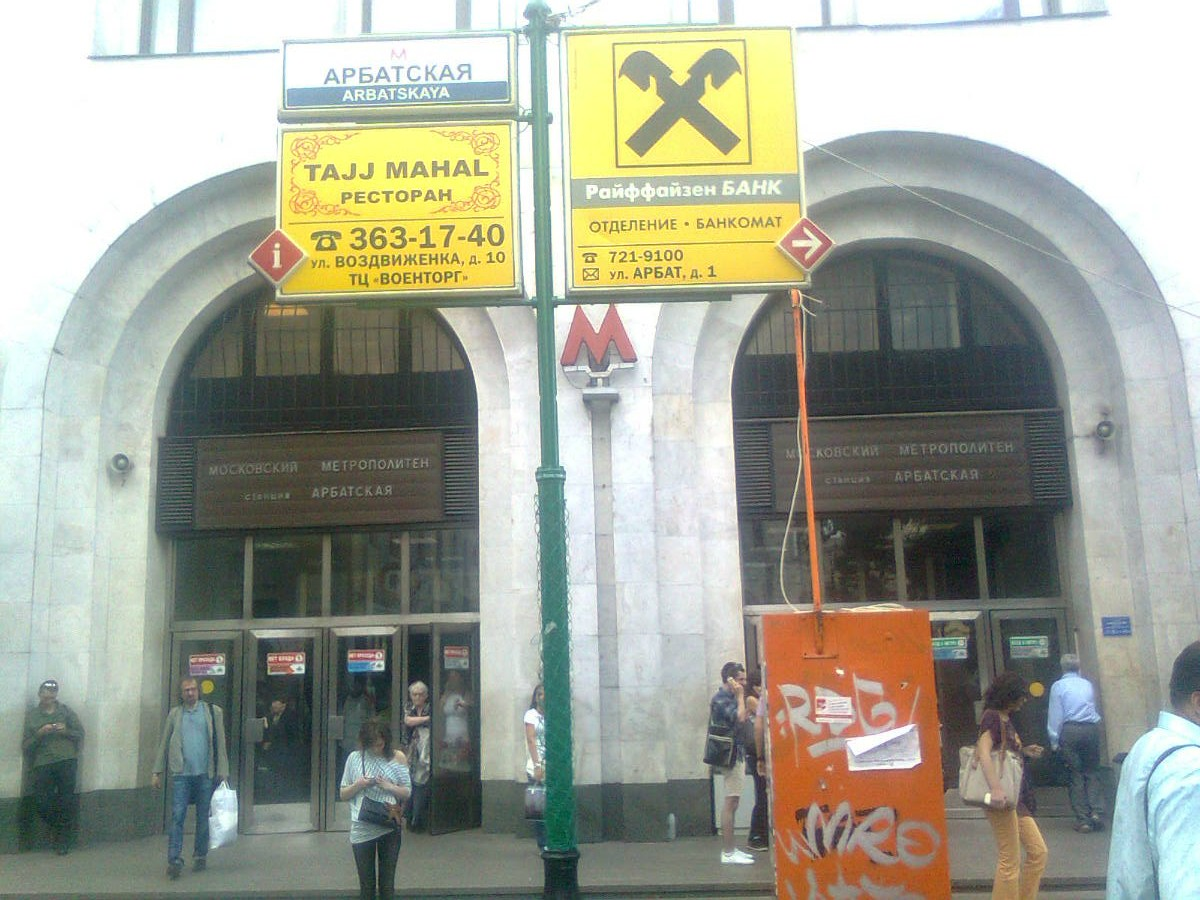
Вход в вестибюль
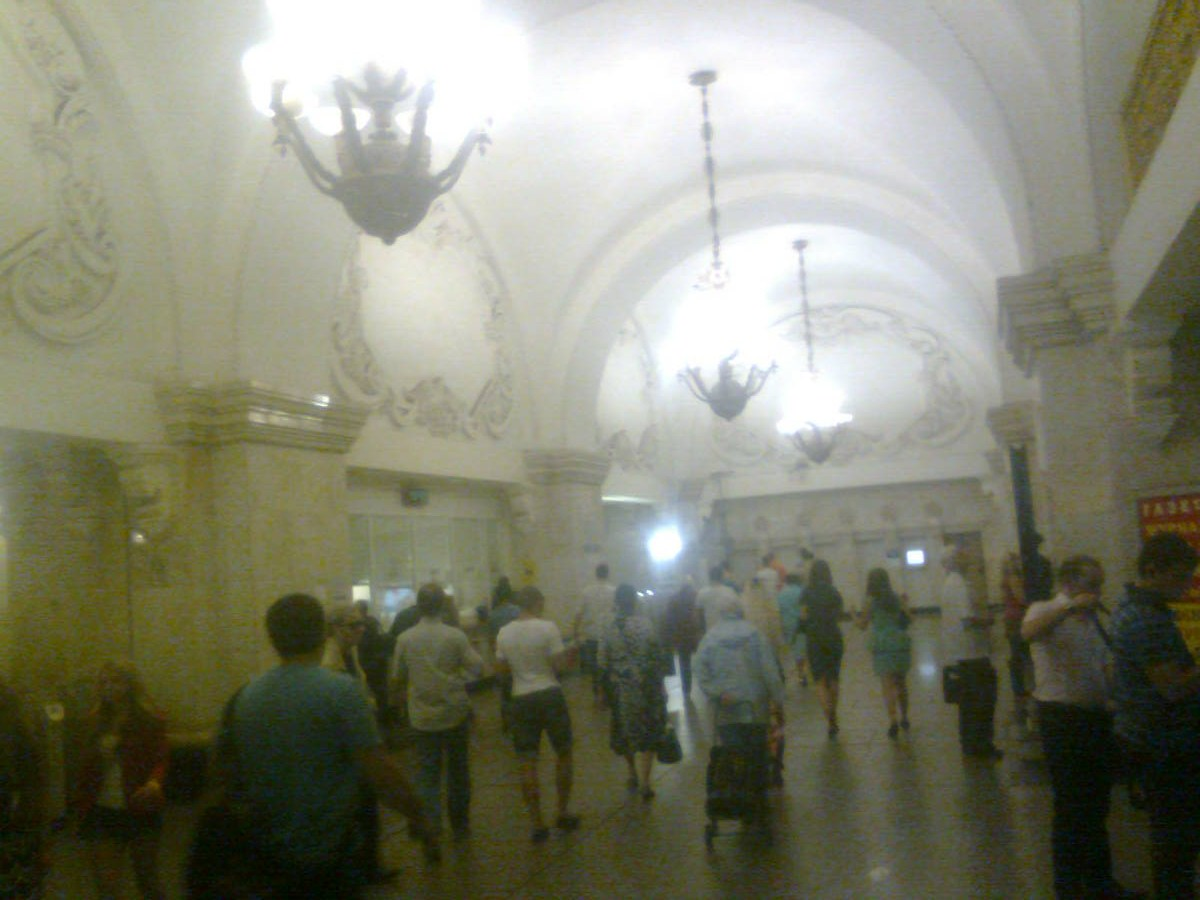
Кассовый зал
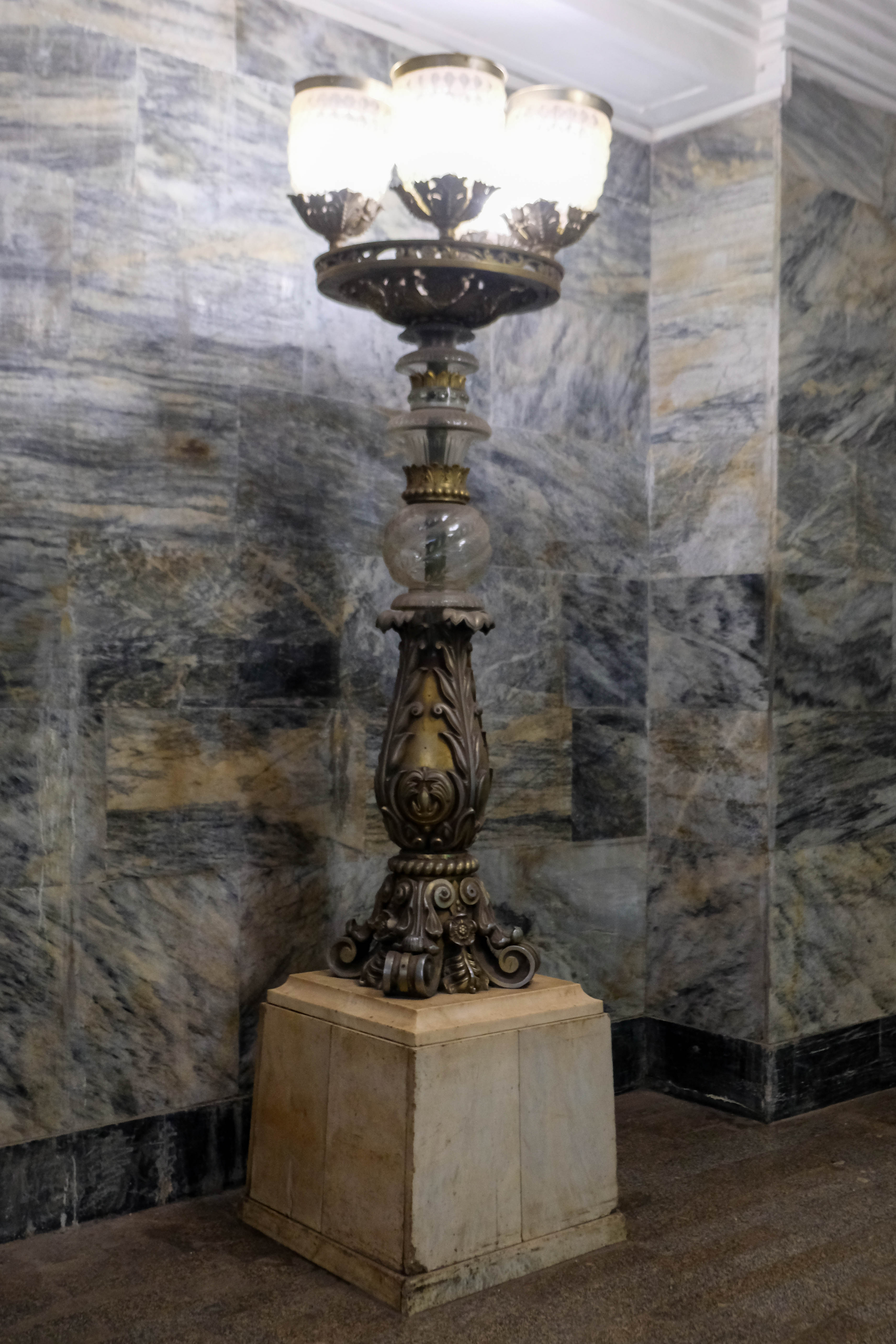
Светильник в вестибюле

### Станционные залы
Конструкция станции — пилонная трёхсводчатая глубокого заложения. Сооружена по специальному проекту: по сравнению с типовым сближены тоннели, уменьшено поперечное сечение пилонов, центральный зал в сечении эллипсовидный. Длина подземного зала 220 метров — это вторая по длине станция после «Воробьёвых гор». Архитекторы: Л. М. Поляков, В. В. Пелевин, Ю. П. Зенкевич при участии А. Г. Рочегова. Художник М. А. Энгельке.
Внутреннее убранство станции относится к стилю «московского барокко», сложившегося в результате синтеза русской архитектуры XVII века с элементами ордерных композиций. Расположение станции в непосредственной близости к Кремлю определило характер её архитектуры в стиле русского зодчества. Архитекторы применили приём переплетения параболических арок, которые перекинуты поперёк станции и несут на себе всю тяжесть сводов с малыми арками.
Центральный зал имеет огромную протяжённость, и в нём отсутствует замкнутая перспектива. Пилоны отделаны внизу красным мрамором «салиэти» и украшены выполненными из керамики букетами цветов. Пол выложен серым, красным и чёрным гранитом в виде коврового рисунка. Путевые стены облицованы глазурованной керамической плиткой, белой вверху и чёрной внизу. Станционный зал освещается подвесными двумя рядами люстр в золочёной бронзовой оправе, декорированных орнаментом. Стены подходных коридоров облицованы серовато-белым пятнистым мрамором с цоколем из красного мрамора. Возле каждого пилона со стороны бокового зала и со стороны центрального зала находятся скамейки.

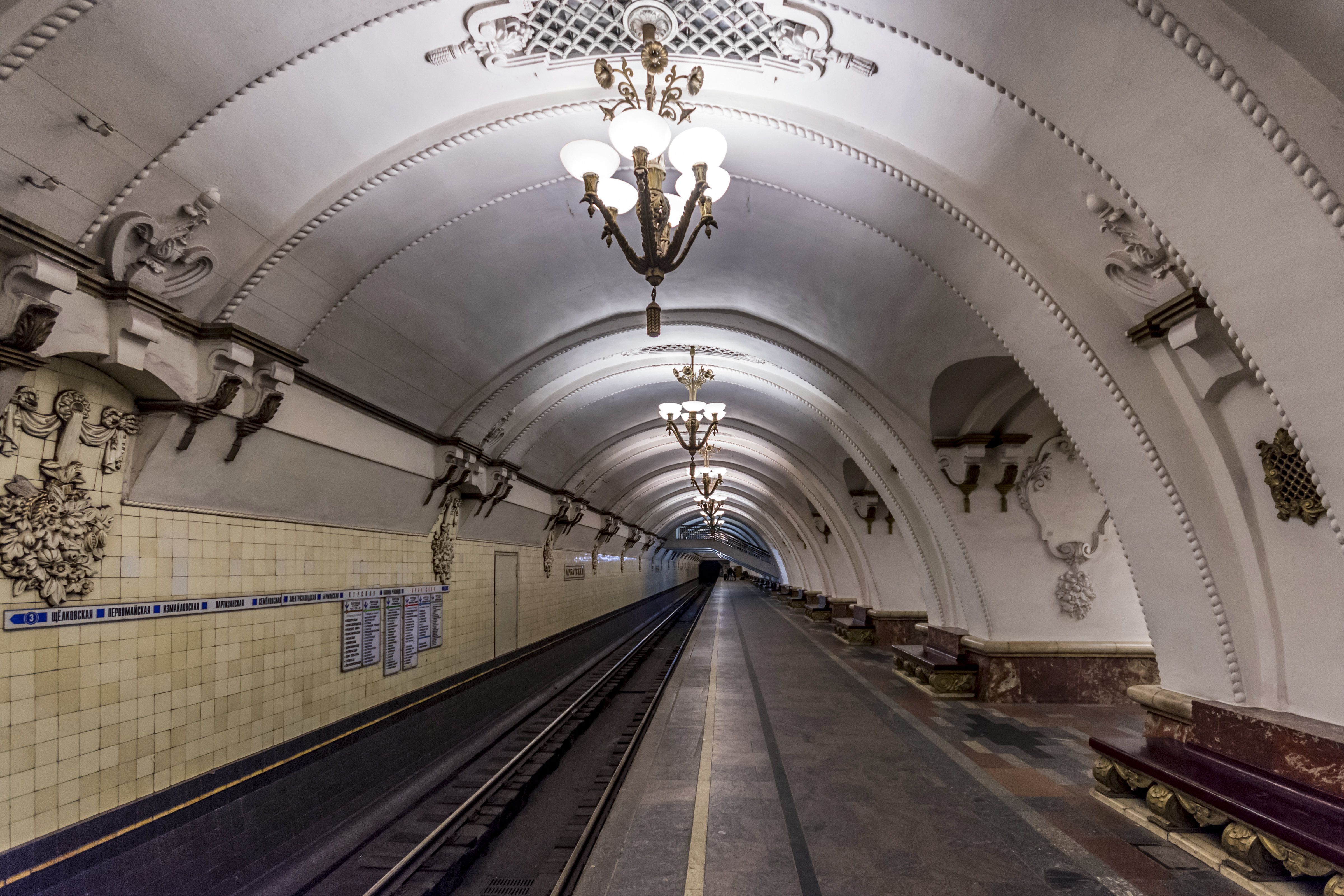
Перронный зал
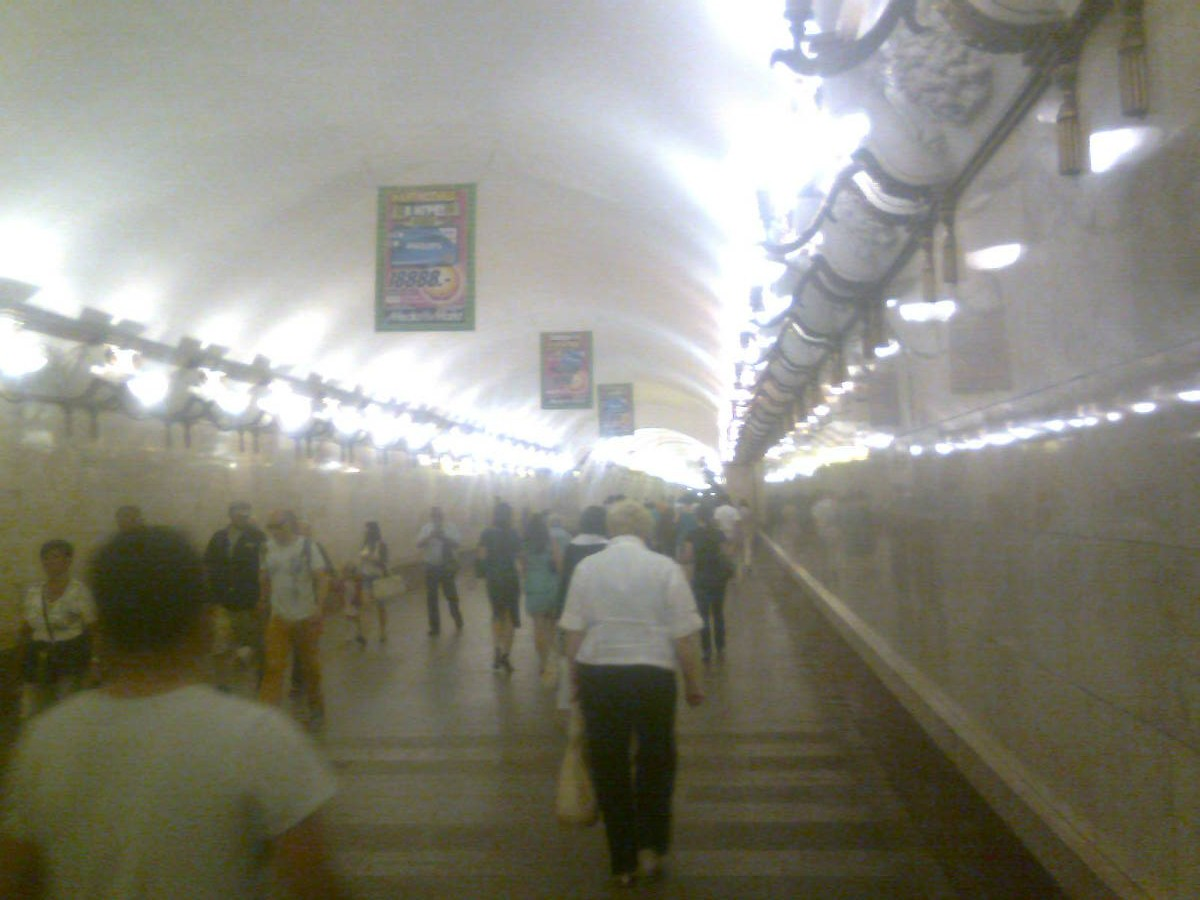
Коридор от эскалатора к центральному залу
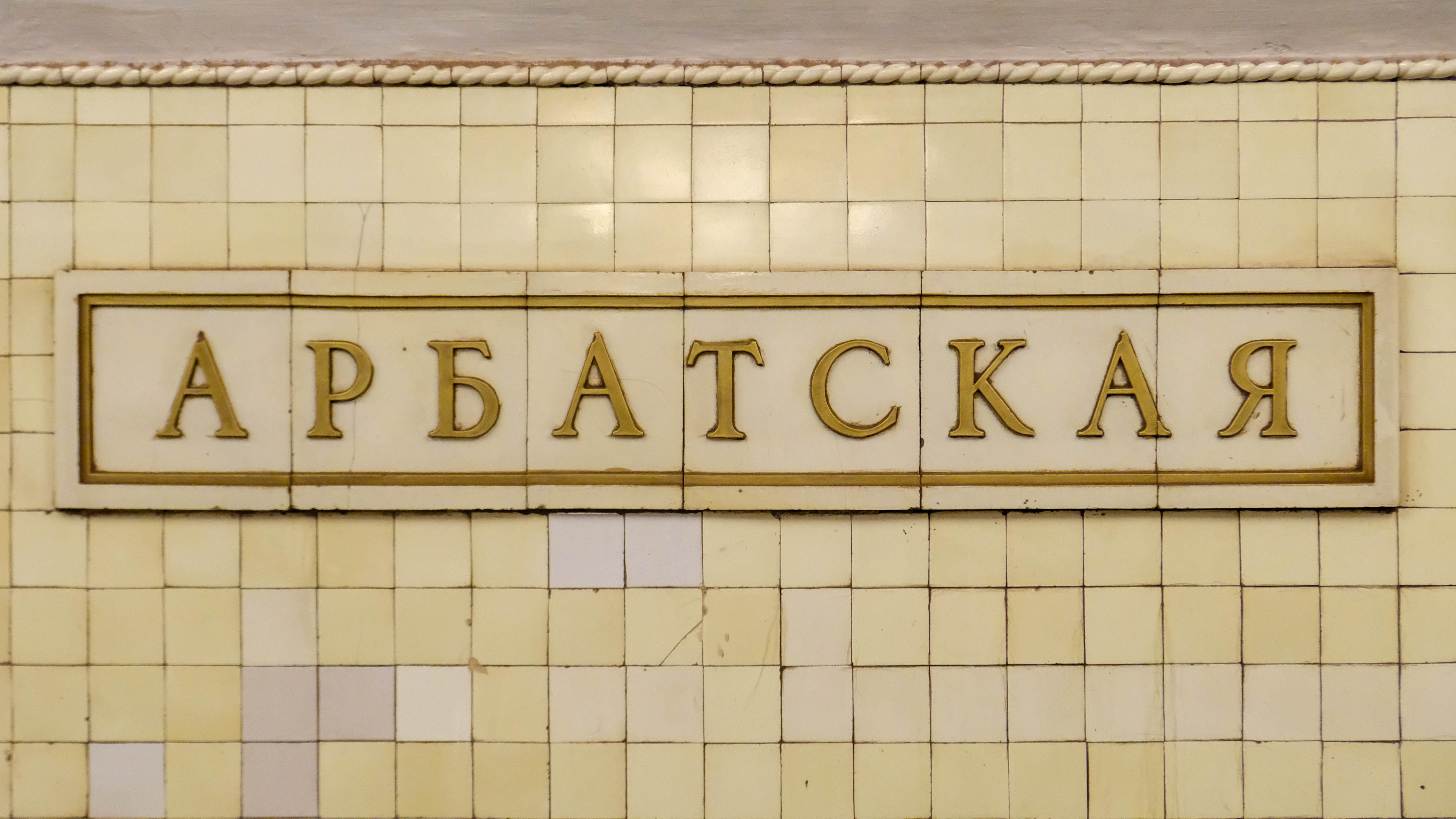
Вывеска на путевой стене с названием станции
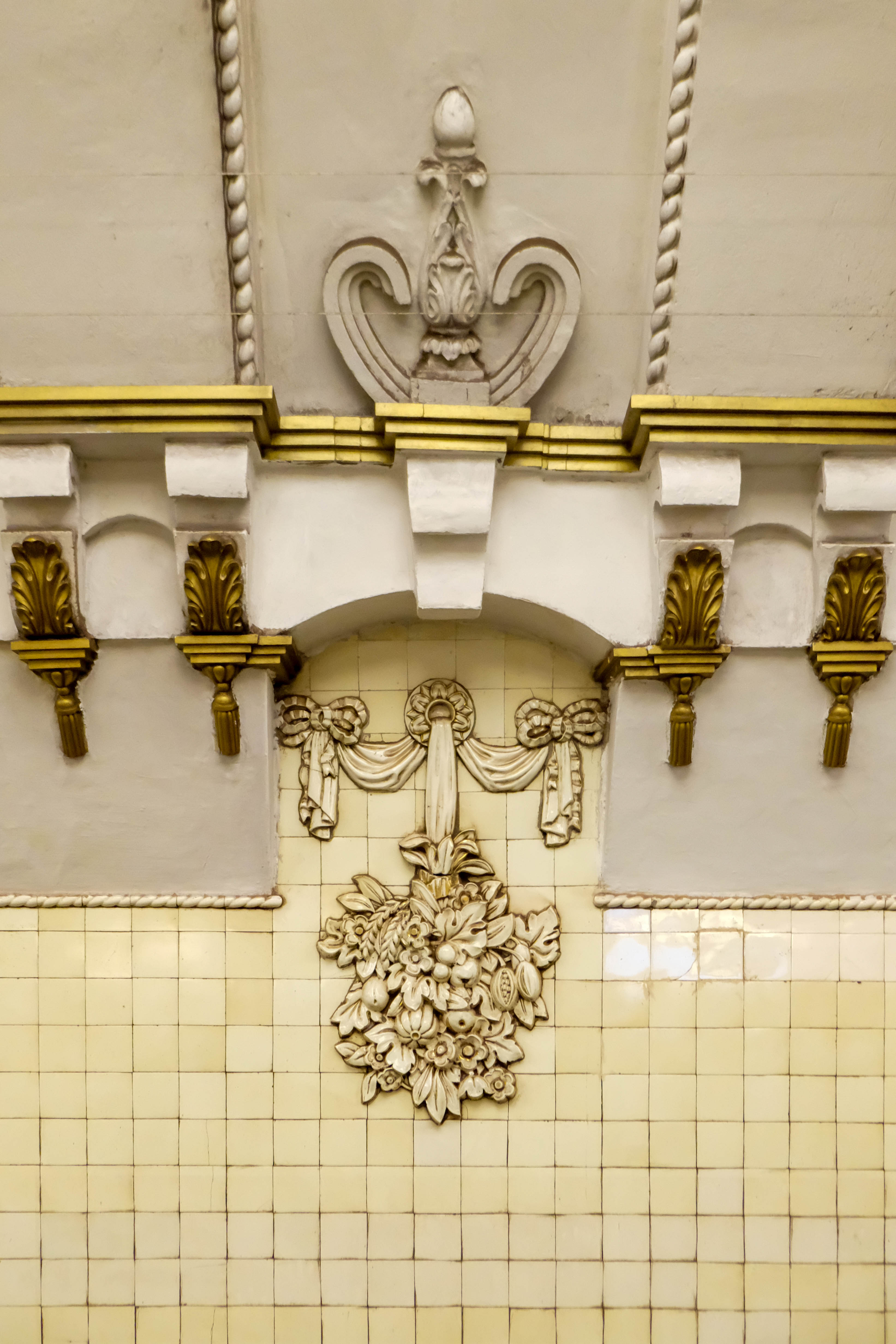
Часть путевой стены с украшениями
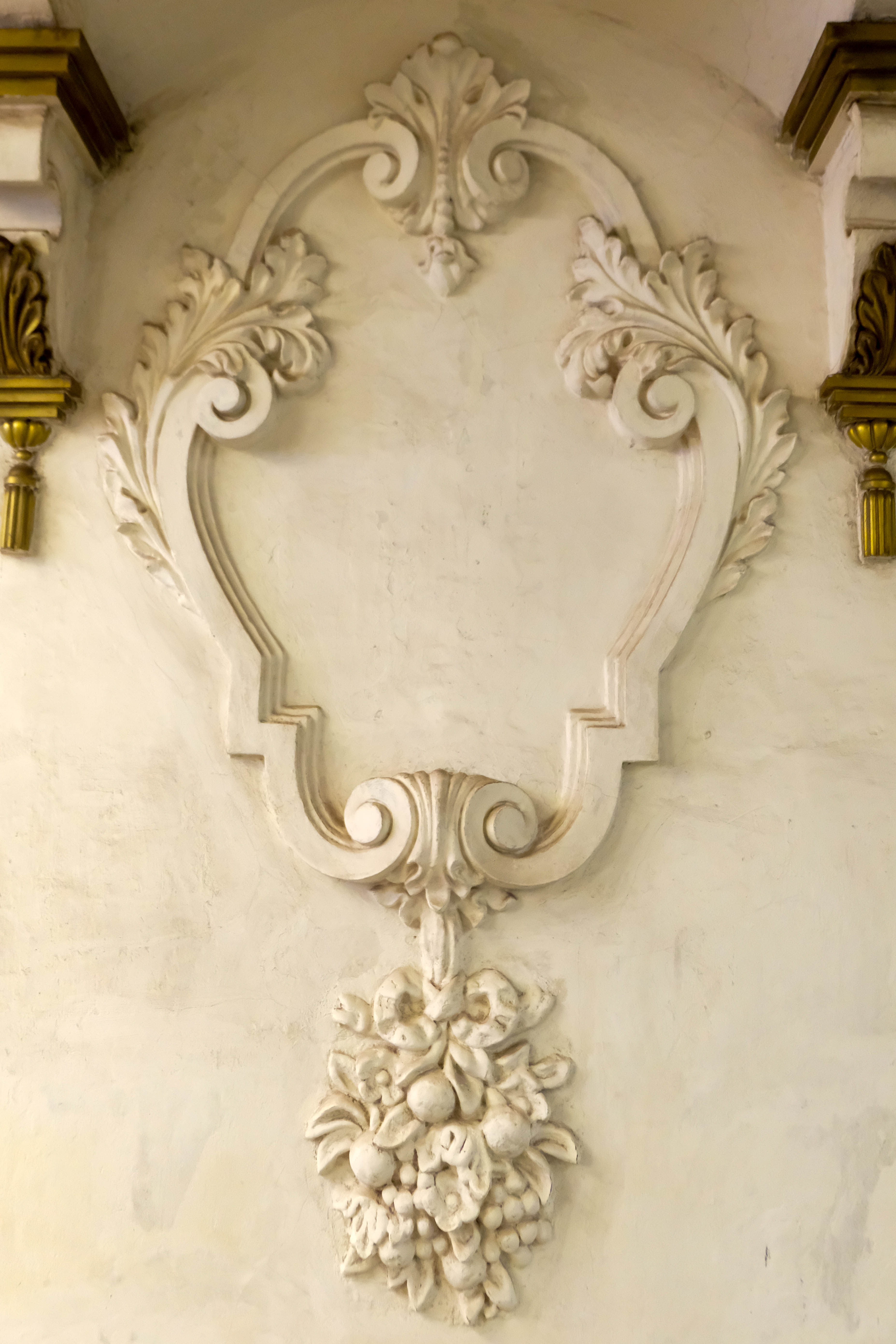
Лепнина на пилоне

### Переходы
Станция имеет пересадки на станции «Библиотека имени Ленина» Сокольнической линии, «Боровицкая» Серпуховско-Тимирязевской линии и «Александровский сад» Филёвской линии. Пересадка на Сокольническую и Филёвскую линии осуществляется через эскалаторный наклон в восточном торце вестибюля (также оттуда можно выйти в город к Александровскому саду и Моховой улице). В 1986 году в центре зала сооружены лестницы, используемые для перехода на Серпуховско-Тимирязевскую линию. Далее расположен мостик над путём в сторону «Щёлковской», затем — переход и межэтажный эскалатор вверх выводит в северный торец «Боровицкой».

## Станция в цифрах
- Код станции — 044[1]
- Глубина залегания станции составляет 41 метр.
- Высота над уровнем моря — 103 метра.
- Пикет ПК10+86[21].
- По данным 1999 года, суточный пассажиропоток станции составлял 49 130 человек, пересадочный на станцию «Александровский сад» 8800 человек, на станцию «Библиотека имени Ленина» 80 300 человек, на станцию «Боровицкая» 140 400 человек[22]. Согласно статистическому исследованию 2002 года, пассажиропоток станции составлял: по входу — 43 100 человек, по выходу — 44 800 человек[23]. В 1-м квартале 2023 года пассажиропоток станции достиг[24] 50 000 человек в сутки.
- Время открытия станции для входа пассажиров — 5 часов 30 минут, время закрытия — в 1 час ночи[25].
- Таблица времени прохождения первого поезда через станцию[26]:

| По чётным числам                      | Будние дни | Выходные дни |
| По нечётным числам                    | Будние дни | Выходные дни |
| В сторону станции «Площадь Революции» | 05:45:00   | 05:45:00     |
| В сторону станции «Площадь Революции» | 05:45:00   | 05:45:00     |
| В сторону станции «Смоленская»        | 05:50:00   | 05:48:00     |
| В сторону станции «Смоленская»        | 05:49:00   | 05:47:00     |

## Расположение
Станция метро «Арбатская» Арбатско-Покровской линии расположена между станциями «Площадь Революции» и «Смоленская». Наземный вестибюль в настоящее время встроен в новое здание министерства обороны Российской Федерации, с выходом к улице Воздвиженка.

### Наземный общественный транспорт
На этой станции можно пересесть на следующие маршруты городского пассажирского транспорта:
- Автобусы: м1, м2, м6, м7, м9, е10, н2, н11

### Достопримечательности
Рядом со станцией метро «Арбатская» находится большое количество достопримечательностей.

| Выход на Моховую улицу: - Государственный кремлёвский дворец | Выход на Воздвиженку: - Театр имени Е. Б. Вахтангова - Кинотеатр «Художественный» |

## Станция «Арбатская» в культуре
- Станция «Арбатская» фигурирует в постапокалиптическом романе Дмитрия Глуховского «Метро 2033» и одноимённой серии видеоигр. Согласно книге, станция принадлежит так называемому Полису, который состоит из четверного пересадочного узла. Полис — культурная и духовная столица метрополитена, и в его сохранности заинтересованы все обитатели метро[29].
- В 1976 году на станции «Арбатская» был снят один из первых клипов Аллы Пугачёвой на песню «Арлекино»[30].
- В 1996 году на станции был снят клип на песню «42 минуты» Валерия Сюткина.
- В фильме «Обитель зла: Возмездие» фигурируют две вымышленных станции «Арбатская». Дизайн интерьера первой станции с прямыми колоннами похож на станцию «Арбатская» на Филёвской линии, а пересадочный указатель соответствует станции «Арбатская» на Арбатско-Покровской линии. Наземный вестибюль второй станции похож на вестибюль станции на Филёвской линии, а интерьер соответствует станции на Арбатско-Покровской линии.

## Происшествия
17 августа 2024 года на «Арбатской» произошло внештатное срабатывание гермодвери, многочисленными СМИ ошибочно названной «дверью взрывозащиты» — она предназначена для защиты от различного рода стихийных бедствий, а также на случай угрозы ядерного удара ввиду второго, помимо транспортного, — стратегического назначения Московского метрополитена. Также ряд СМИ за «Арбатскую» ошибочно выдал «Библиотеку имени Ленина».